# Полупанов Володимир Іванович
Володи́мир Іва́нович Полупа́нов — старшина Збройних сил України.

## Життєпис
У його батьків було троє дівчат і троє хлопців. Після школи навчався у профтехучилищі, механізатор.
Після строкової був у лавах миротворчих сил у Іраку, згодом у «Французькому легіоні».
Призваний 31 липня 2014-го. 1 серпня дружина народила другу дитину. Розвідник, 128-а окрема гірсько-піхотна бригада.
6 лютого 2015-го загинув під час штурмових дій терористами взводного опорного пункту поблизу Рідкодуба. Власним життям врятував від загибелі старшого лейтенанта.
Вдома залишилися дружина, двоє маленьких синів — Станіслав і Родіон.
Похований у Липовці.

## Нагороди
За особисту мужність і героїзм, виявлені у захисті державного суверенітету та територіальної цілісності України, вірність військовій присязі під час російсько-української війни
- нагороджений орденом «За мужність» III ступеня (26.2.2015, посмертно).

## Вшанування пам'яті
На школі  (колегіумі ім. Липківського), де він навчався, встановлено меморіальну дошку. Ім'я героя залишилось в назві однієї з вулиць міста Липовець.